# 095형 잠수함
095형 잠수함은 중국 해군의 최신형 공격형 핵잠수함(SSN)이다. 쑤이급 잠수함이라고도 부른다.

## 역사
미국 해군은 2018년 현재 수중배수량 8천톤급 공격원잠 버지니아급 잠수함을 척당 3조원의 가격으로 계속 건조중인데, 중국 해군도 버지니아급과 배수량이 같은 095형을 건조중이다. 
수중배수량 7천톤급 093형 잠수함의 후속 버전이다. 093형이 2세대, 095형이 3세대 공격원잠(SSN)이다.
중국 군사 전문가들은 최신 공격형 핵잠수함인 '095형'과 탄도미사일 장착 잠수함인 096형 잠수함에 스텔스 잠수함 기능이 적용될 것으로 관측했다. 095형을 항모 킬러라고도 부르고 있다. 2018년 현재 최신형인 093형 잠수함은 소음이 70년대 소련의 빅터급 잠수함 보다 시끄럽다고 하는데, 2020년에는 스텔스라는 095형을 본격 사용할 계획이다.
093형 잠수함을 상나라의 상급 잠수함, 중국어 발음으로 샹급 잠수함, 095형을 수나라의 수급 잠수함, 쑤이급 잠수함, 096형 잠수함을 당나라의 당급 잠수함, 탕급 잠수함이라고 부른다.

## 비교
미국, 러시아, 중국의 공격형 잠수함(SSN)을 비교하면 다음과 같다.
수중배수량 7천톤급
- 로스앤젤레스급 잠수함,  미국, 수중배수량 7000톤, 1976년 취역, 62척 건조, 165 MWt 원자로 1기
- 빅터급 잠수함,  소련, 수중배수량 7000톤, 1967년 취역, 48척 건조, 75 MWt 원자로 2기
- 093형 잠수함,  중국, 수중배수량 7000톤, 2006년 취역, 6척 건조, 원자로 2기

수중배수량 8천톤급
- 시에라급 잠수함,  소련, 수중배수량 8300톤, 1984년 취역, 4척 건조, 190 MWt 원자로 1기
- 버지니아급 잠수함,  미국, 수중배수량 7900톤, 2004년 취역, 48척 계획, 150 MWt 원자로 1기, 척당 3조원
- 095형 잠수함,  중국, 수중배수량 7900톤, 2017년 취역, 5척 계획

수중배수량 만톤급
- 아쿨라급 잠수함,  러시아, 수중배수량 13000톤, 1984년 취역, 15척 건조, 190 MWt 원자로 1기
- 시울프급 잠수함,  미국, 수중배수량 12000톤, 1997년 취역, 3척 건조, 270 MWt 원자로 1기
- 야센급 잠수함,  러시아, 수중배수량 14000톤, 2013년 취역, 10척 계획

## 중국 인민해방군 해군의 잠수함
|      | 전략원잠     | 척수 | 수중배수량 |      | 공격원잠     | 척수 | 수중배수량 |      | 재래식잠     | 척수 | 수중배수량 |
| ---- | ------------ | ---- | ---------- | ---- | ------------ | ---- | ---------- | ---- | ------------ | ---- | ---------- |
| 중국 |              |      |            | 중국 | 095형B잠수함 |      |            | 중국 |              |      |            |
| 중국 | 096형 잠수함 |      |            | 중국 | 095형 잠수함 | 2척  | 7.900t     | 중국 |              |      |            |
| 중국 | 094형 잠수함 | 6척  | 11,000t    | 중국 | 샹급 잠수함  | 8척  | 7,000t     | 중국 | 041형 잠수함 | 15척 | 3,600t     |
| 중국 | 샤급 잠수함  | 1척  | 8,000t     | 중국 | 091형 잠수함 | 3척  | 5,500t     | 중국 | 039형 잠수함 | 13척 | 2,200t     |

## 같이 보기
- 공격 잠수함